# Verê (voleibolista)
Veridiana Mostaço da Fonseca (Londrina, 30 de dezembro de 1982) é uma voleibolista indoor brasileira que atua na posição de líbero e conquistou pela Seleção Brasileira na categoria infanto-juvenil a medalha de ouro no Sul-Americano de 1998 e a de prata no Mundial de 1999; na categoria juvenil foi ouro no Sul-Americano de 2000 e no Mundial de 2001 e na categoria adulta conquistou o ouro nos Jogos Mundiais Militares em 2011 e esteve na equipe da seleção principal que disputou o Grand Prix de 2012, durante a fase classificatória. Em clubes traz em seu currículo de conquistas três medalhas no extinto Torneio Internacional Salonpas Cup, sagrando-se bicampeã em 2001 e 2002, além do bronze na edição do ano de 2004.

## Carreira
Aos 10 anos de idade esta londrinense teve seu primeiro contato com o voleibol. Nas categorias de base atuou inicialmente no Grêmio Londrinense, sagrou-se tetracampeã paranaense.
Em seguida se transferiu para São Caetano onde jogou nas categorias de base  e foi bicampeã paulista juvenile surgiu sua primeira convocação para Seleção Brasileira na categoria infanto-juvenil e disputou o Campeonato Sul-Americano de 1998, obtendo a medalha de ouro na Bolívia.No ano de 1999 recebe nova convocação para disputar o Campeonato Mundial Infanto-Juvenil realizado em Funchal, Portugal, ocasião que chegou a final e terminou com a medalha de prata  e esteve entre atletas premidas da competição, sendo Melhor Recepção.
Em 2000 serviu a seleção brasileira na categoria  juvenil, disputou o Sul-Americano na Colômbia, conquistando prêmio individual de  Melhor Defesae em 2001 o Mundial sediado na República Dominicana, em ambas competições conquistou o lugar mais alto do pódio . Sua carreira profissional  iniciou no  BCN/Osasco estreando na Superliga Brasileira A 2000-01 terminando na quinta posição.
Em 2001 conquistou o título do Grand Prix com o BCN/Osasco, título do  Campeonato Paulista neste mesmo ano   e o título do Salonpas Cupe na temporada 2001-02 renovou com  o BCN/ Osasco  e disputou a Superliga Brasileira A chegando a sua primeira final nesta competição, encerrando com o vice-campeonato. Veridiana permanece no BCN/Osasco para as competições de 2002-03 e  nesta temporada conquistou os títulos do Campeonato Paulista e do Salonpas Cup , ambos em  2002, e pela Superliga Brasileira A 2002-03, chega a mais uma final consecutiva e desta vez consegue seu primeiro título nessa competição.
Permanecendo no mesmo clube, este utilizando o nome  Finasa/Osasco disputou  os campeonatos da temporada 2003-04. Conquistou o título do Campeonato Paulista de 2003 e na Superliga Brasileira A 2003-04, conquista o bicampeonato e eleita  a Melhor Recepção e Melhor Líbero desta edição .
Veridiana em 2004 é contratada pelo MRV/ Minas  e no referido ano conquista o bronze no Salonpas Cup e também no Campeonato Paulista, neste último representando o MRV/São Bernardo e também o representou  nos Jogos Abertos do Interior conquistando o bicampeonato nesta edição.Pelo MRV/Minas disputou a Superliga Brasileira A 2004-05 chegando as semifinais, mas terminou na quarta colocação e eleita a Melhor Recepção desta edição.
Transferiu-se  para o  Oi/Macaé na temporada 2005-06  e novamente chega as finais da Superliga Brasileira A, terminando na terceira colocação, além disso foi  Campeã do Torneio Cidade de Brasília e vice-campeã do Campeonato Carioca de 2005.Em 2005  o técnico Zé Roberto Guimarães a convocou  pela primeira vez para Seleção Brasileira na categoria adulto.
Ela resolveu ter a experiência de jogar fora do âmbitonacional pela primeira vez e  transferiu-se  para o voleibol portugues, defendendo o  Clube Acadêmico Trofa na temporada 2006-07  , foi uma passagem vitoriosa, pois, conquistou o título do Campeonato Portugues e da Taça de Portugal  e ainda disputou a da Liga dos Campeões da Europa.Voltou  ao Brasil para defender a equipe  catarinense do  Brasil Telecom/Brusque disputando a edição de 2007 da Liga Nacional conquistando o títuloe a qualificação para Superliba Brasileira A 2007-08,  além do título do estadual catarinense de 2007e a quarta posição da Superliga Brasileira A 2007-08.
Retornou ao  Usiminas /Minas na temporada 2008-09, chegando as quartas de final da Superliga Brasileira A terminando na oitava posição e foi terceiro lugar no Torneio Cativa Oppnus e  em quarto lugar na I Copa BMG.  
Na temporada 2009-10 jogou pelo  Pinheiros/ Mackenzie, conquistou título paulista de 2009 e terminou  na quarta posição da Superliga Brasileira A, após chegar as semifinais e sofrer eliminação, e derrota na disputa pelo bronze.Retornou ao clube  São Caetano que a projetou no voleibol , defende-o desta vez como profissional na  temporada 2010-11, e disputou a Superliga referente a esta, terminando apenas na décima posição e conquista o título paulista de 2010.
Veridiana no período 2011-12 defendeu o time  Araçatuba, o  Vôlei Futuro sendo com este campeã paulista de 2011 e terceiro lugar na Superliga correspondente a esta temporada. Ela foi convocada para seleção brasileira militar para disputar os Jogos Mundiais Militares de 2011, sediado no Brasil e conquista a medalha de ouro.
Foi convocada pelo técnico José Roberto Guimarães para disputar o Grand Prix de 2012  e vestindo a camisa#22 conquistou  a prata nesta edição. Na temporada 2012-13  passa compor a equipe do Sesi-SP e contribui para o alcance do clube às quartas de final, mas Veridiana ficou de fora da primeira partida desta etapa devido a detecção de arritmia  e obteve em 2012 o título da Copa São Paulo e pelo campeonato paulista terminou com o bronze na edição do ano de 2012, e terminou ao final da Superliga em quarto lugar  .
Veridiana é atleta agenciada da empresa da ex-voleibolista Ana Flávia Sanglard e assina contrato com o Brasília Vôlei para temporada 2013-14e disputou a correspondente Superliga Brasileira Ae por este clube encerrou na oitava posição.Renovou com o Brasília Vôlei para as competições de 2014-15.

## Títulos e Resultados
- 2013-14-8º Lugar da  Superliga Brasileira A [19]
- 2012-13-4º Lugar da  Superliga Brasileira A
- 2012- Campeã da  Copa São Paulo[17]
- 2012- 3º Lugar do  Campeonato Paulista
- 2011-12-3º Lugar da  Superliga Brasileira A
- 2011- Campeã do  Campeonato Paulista
- 2010- Campeã do  Campeonato Paulista[7]
- 2010-11-10º Lugar da  Superliga Brasileira A
- 2009-10-4º Lugar da  Superliga Brasileira A
- 2009- Campeã do  Campeonato Paulista
- 2008-09-8º Lugar da  Superliga Brasileira A[13]
- 2007-08-4º Lugar da  Superliga Brasileira A[6]
- 2007-Campeã do  Campeonato Catarinense[11]
- 2007-Campeã da Liga Nacional de Voleibol Feminino[7]
- 2006-07-Campeã da  Taça de Portugal
- 2006-07-Campeã do  Campeonato Português
- 2005-06-3º Lugar da  Superliga Brasileira A[6]
- 2005-06- Campeã do  Torneio Cidade de Brasília
- 2005-Vice-campeã do  Campeonato Carioca
- 2004-05-4º Lugar da  Superliga Brasileira A[6]
- 2004-Campeã  do  Jogos Abertos do Interior de São Paulo[4]
- 2004-3º Lugar do  Campeonato Paulista[4]
- 2003-04-Campeã da  Superliga Brasileira A[6]
- 2003-Campeã do  Campeonato Paulista [7]
- 2002-03-Campeã da Superliga Brasileira A[7][6]
- 2002-Campeã do  Campeonato Paulista[7]
- 2001-02-Vice-campeão da Superliga Brasileira A[6]
- 2001-Campeã do  Campeonato Paulista
- 2001-Campeã do  Grand Prix[4]
- 2000-01-5º Lugar da Superliga Brasileira A [6]

## Premiações Individuais
- Melhor Líbero Jogos Mundiais Militares  de 2011[5]

- Melhor Recepção da Superliga Brasileira de Voleibol Feminino de 2004-05[5]

- Melhor Líbero da Superliga Brasileira de Voleibol Feminino de 2003-04[5]

- Melhor Defesa do Salonpas Cup de 2004[5][4]
- Melhor Defesa do Campeonato Sul-Americano de Voleibol  Feminino Sub-20 de 2000[5]
- Melhor Recepção do Campeonato Mundial de Voleibol  Feminino Sub-18 de 1999[5]

## Ligações Externas
- Perfil Veridiana (en)